# Sticherus pulcher
Sticherus pulcher är en ormbunkeart som beskrevs av Edwin Bingham Copeland. Sticherus pulcher ingår i släktet Sticherus och familjen Gleicheniaceae. Inga underarter finns listade.